# 無鉄砲 (曲)
「無鉄砲」（むてっぽう）は、1978年6月25日に発売された木之内みどりの12枚目のシングル。

## 解説
前作「横浜いれぶん」と次作でラストシングルとなった「一匹狼 (ローン・ウルフ)」との3曲は、いわゆる「がらっぱち三部作」と呼ばれる。これら3曲はいずれも、1987年発売の木之内みどり初のベストCD以来、頻繁にCD化・デジタル音源化されており、現在も比較的容易に聴くことができる。

## 収録曲
- 両楽曲共に、作詞：東海林良／作曲：大野克夫／編曲：船山基紀

1. 無鉄砲（3分4秒）
2. ひと夏の兄妹（3分18秒）

## 収録CD
- 『木之内みどり/プレイバック・シリーズ』、1987年11月21日 - 「無鉄砲」
- 『木之内みどり』、1989年8月21日 - 「無鉄砲」
- 『お元気ですか? 木之内みどりwith Love』、1990年11月21日 - 「無鉄砲」
- 『MYこれ!クション 木之内みどり BEST』、2001年10月17日 - 「無鉄砲」
- 『株式会社 NAVレコード ヒストリー3』、2003年8月20日 - 「無鉄砲」「ひと夏の兄妹」
- 『ぼくらのベスト アルバム復刻シリーズ 木之内みどり 2』、2004年5月19日 - 「無鉄砲」「ひと夏の兄妹」
- 『「木之内みどり」SINGLESコンプリート』、2007年7月18日 - 「無鉄砲」「ひと夏の兄妹」
- 『硝子坂+シングルコレクション』、2008年7月16日 - 「無鉄砲」